# A Sonny, a sztárjelölt epizódjainak listája
Ez a cikk a Sonny, a sztárjelölt című sorozat epizódjait tünteti fel.

## Évados Áttekintés
| Évad | Évad | Epizódok | Eredeti sugárzás  | Eredeti sugárzás   | Magyar sugárzás      | Magyar sugárzás  |
| Évad | Évad | Epizódok | Évadpremier       | Évadfinálé         | Évadpremier          | Évadfinálé       |
| ---- | ---- | -------- | ----------------- | ------------------ | -------------------- | ---------------- |
|      | 1    | 21       | 2009. február 8.  | 2009. november 22. | 2009. december 5.    | 2010. július 31. |
|      | 2    | 26       | 2010. március 14. | 2011. január 2.    | 2010. szeptember 11. | 2011. június 26. |

## Első évad
| #   | Eredeti cím                      | Magyar cím                | Író                                        | Rendező                  | Eredeti premier      | Magyar premier     |  |
| --- | -------------------------------- | ------------------------- | ------------------------------------------ | ------------------------ | -------------------- | ------------------ |  |
|     |                                  |                           |                                            |                          |                      |                    |  |
| 1.  | Sketchy Beginnings               | Göröngyös kezdet          | Michael Feldman Steve Marmel               | David Trainer            | 2009. Február 8.     | 2009. December 5.  |  |
| 2.  | West Coast Story                 | Nyugati-parti történet    | Michael Feldman Steve Marmel               | David Trainer            | 2009. Február 8.     | 2010. Január 30.   |  |
| 3.  | Sonny at the Falls               | Sonny a bandában          | Phil Baker Drew Vaupen                     | Eric Dean Seaton         | 2009. Február 15.    | 2010. Május 1.     |  |
| 4.  | You've Got Fanmail               | Rajongói levél            | Phil Baker Drew Vaupen                     | Philip Charles MacKenzie | 2009. Február 22.    | 2009. December 5.  |  |
| 5.  | Cheater Girls                    | Puskázó lányok            | Dava Savel                                 | Eric Dean Seaton         | 2009. Március 1.     | 2009. December 5.  |  |
| 6.  | Three's Not Company              | Hárman-párban             | Amy Engelberg Wendy Engelberg              | Eric Dean Seaton         | 2009. Március 8.     | 2010. Január 16.   |  |
| 7.  | Poll'd Apart                     | Sharona blogja            | Amy Engelberg Wendy Engelberg              | David Trainer            | 2009. Március 15.    | 2009. December 19. |  |
| 8.  | Fast Friends                     | Gyors barátság            | Michael Feldman Steve Marmel               | David Trainer            | 2009. Március 29.    | 2010. Július 3.    |  |
| 9.  | Sonny With a Chance of Dating    | A nagy randi              | Cindy Caponera                             | Eric Dean Seaton         | 2009. Április 12.    | 2010. Április 19.  |  |
| 10. | Sonny and the Studio Brat        | Sonny és a Chad-rajongó   | Amy Engelberg Wendy Engelberg              | Eric Dean Seaton         | 2009. Április 26.    | 2010. Január 23.   |  |
| 11. | Promises, Prom-misses            | Sonny nagy bálja          | Dava Savel                                 | David Trainer            | 2009. Május 3.       | 2010. Április 17.  |  |
| 12. | The Heartbreak Kids              | Miss Bitterman színre lép | Cindy Caponera                             | Eric Dean Seaton         | 2009. Május 17.      | 2009. December 12. |  |
| 13. | Battle of the Network Stars      | Sztárok harca             | Michael Feldman Steve Marmel               | Eric Dean Seaton         | 2009. Június 7.      | 2010. Július 17.   |  |
| 14. | Prank'd                          | A nagy átverés            | Kevin Kopelow Heath Seifert                | Carl Lauten              | 2009. Július 5.      | 2010. Április 24.  |  |
| 15. | Tales from the Prop House        | Mesék a kelléktárból      | Dava Savel                                 | Eric Dean Seaton         | 2009. Augusztus 2.   | 2010. Április 1.   |  |
| 16. | Sonny in the Kitchen with Dinner | Sonny, a konyhatündér     | Danny Warren                               | Linda Mendoza            | 2009. Augusztus 16.  | 2010. Május 15.    |  |
| 17. | Guess Who's Coming To Guest Star | A meghívott sztárvendég   | Michael Feldman Steve Marmel               | Eric Dean Seaton         | 2009. Szeptember 27. | 2010. Május 1.     |  |
| 18. | Hart to Hart                     | Anyák és lányaik          | Lanny Horn Josh Silverstein                | Eric Dean Seaton         | 2009. November 1.    | 2010. Május 22.    |  |
| 19. | Sonny in the Middle              | Sonny, a mérleg nyelve    | Lanny Horn Josh Silverstein                | Eric Dean Seaton         | 2009. November 8.    | 2010. Július 10.   |  |
| 20. | Cookie Monsters                  | Kekszes szörnyetegek      | Cindy Caponera Kevin Kopelow Heath Seifert | Eric Dean Seaton         | 2009. November 15.   | 2010. Július 24.   |  |
| 21. | Sonny:So Far                     | Sonny kalandjai           | Michael Feldman Steve Marmel               | Eric Dean Seaton         | 2009. November 22.   | 2010. Július 31.   |  |

## Második évad: 2010-2011
| #   | Eredeti cím                          | Magyar cím                             | Író                             | Rendező                      | Eredeti premier      | Magyar premier       |  |
| --- | ------------------------------------ | -------------------------------------- | ------------------------------- | ---------------------------- | -------------------- | -------------------- |  |
|     |                                      |                                        |                                 |                              |                      |                      |  |
| 1.  | Walk a Mile in my Pants              | Tawni szuperszűk farmere               | Amy Engelberg Wendy Engelberg   | Eric Dean Seaton             | 2010. Március 14.    | 2010. Szeptember 11. |  |
| 2.  | Sonny Get Your Goat                  | Nézd már, új társam van                | Dava Savel                      | Eric Dean Seaton             | 2010. Március 21.    | 2010. Szeptember 11. |  |
| 3.  | Gassie Passes                        | Gassie kipurcan                        | Dava Savel                      | Eric Dean Seaton             | 2010. Március 28.    | 2010. Szeptember 25. |  |
| 4.  | Sonny With a Song                    | Sonny, az énekes                       | Michael Feldman Steve Marmel    | John Fontenberry             | 2010. Április 11.    | 2010. Október 3.     |  |
| 5.  | High School Miserable                | Szörnyű iskola                         | Michael Feldman Steve Marmel    | Carl Lauten                  | 2010. Április 18.    | 2010. Október 2.     |  |
| 6.  | Legend of Candy Face                 | Cukifej legendája                      | Dan Cohen F.J. Pratt            | Eric Dean Seaton             | 2010. Május 2.       | 2010. Október 23.    |  |
| 7.  | Gummy with a Chance                  | Rágó, a sztárjelölt                    | Josh Herman Adam Schwartz       | Carl Lauten                  | 2010. Május 9.       | 2010. December 5.    |  |
| 8.  | Random Acts of Disrespect            | Tiszteletlen véletlen                  | Dan Cohen F.J. Pratt            | Leslie Kolins Small          | 2010. Május 16.      | 2010. December 4.    |  |
| 9.  | Grady with a Chance of Sonny         | Sonny jelöltje Grady                   | Lanny Horn Josh Silverstein     | Eric Dean Seaton             | 2010. Május 23.      | 2010. december 18.   |  |
| 10. | Falling For the Falls (Part 1)       | Aki a bandát szereti 1. rész           | Michael Feldman Steve Marmel    | Eric Dean Seaton             | 2010. Június 13.     | 2010. December 11.   |  |
| 11. | Falling For the Falls (Part 2)       | Aki a bandát szereti 2. rész           | Michael Feldman Steve Marme     | Eric Dean Seaton             | 2010. Június 20.     | 2011. Január 8.      |  |
| 12. | Sonny with a Secret (Part 1)         | Sonny titka 1. rész                    | Michael Feldmanfos Steve Marmel | Eric Dean Seaton             | 2010. Július 18.     | 2011. április 9.     |  |
| 13. | Sonny with a Secret (Part 2)         | Sonny titka 2. rész                    | Michael Feldman Steve Marmel    | Eric Dean Seaton             | 2010. Július 18.     | 2011. április 9.     |  |
| 14. | The Problem with Pauly               | Pauly para                             | Josh Herman Adam Schwartz       | Shelley Jensen               | 2010. Augusztus 8.   | 2011. Január 22.     |  |
| 15. | That's So Sonny                      | Annyira Sonny                          | Dava Savel                      | Eric Dean Seaton             | 2010. Augusztus 29.  | 2011. május 14.      |  |
| 16. | Chad without a Chance                | Chad, a sztárjelölt                    | Amy Engelberg Wendy Engelberg   | Eric Dean Seaton             | 2010. Szeptember 19. | 2011. április 16.    |  |
| 17. | My Two Chads                         | Chadeim                                | Dan Cohen F.J. Pratt            | Eric Dean Seaton             | 2010. Szeptember 26. | 2011. április 30.    |  |
| 18. | A So Random! Halloween Special       | Tök véletlen! - Halloweeni különkiadás | Josh Herman Adam Schwartz       | Eric Dean Seaton             | 2010. Október 17.    | 2010. Október 30.    |  |
| 19. | Sonny with a 100% Chance of Meddling | Sonny szétkavarja                      | Lanny Horn Josh Silverstein     | Ron Mosely                   | 2010. Október 24.    | 2011. május 21.      |  |
| 20. | Dakota's Revenge                     | Dakota bosszúja                        | Dava Savel                      | Eric Dean Seaton             | 2010. November 14.   | 2011. május 28.      |  |
| 21. | Sonny with a Kiss                    | Sonny csókja                           | Ellen Byron Lissa Kapstrom      | Carl Lauten Eric Dean Seaton | 2010. November 21.   | 2011. február. 20.   |  |
| 22. | A So Random! Holiday Special         | Tök véletlen! - Karácsony              | Michael Feldman Steve Marmel    | Eric Dean Seaton             | 2010. November 28.   | 2010. December 25.   |  |
| 23. | Sonny with a Grant                   | Grant, a sztárjelölt                   | Michael Feldman Steve Marmel    | Eric Dean Seaton             | 2010. December 5.    |                      |  |
| 24. | Marshall with a Chance               | Marshall, a sztárjelölt                | Carla Banks Waddles             | Shannon Flynn                | 2010. December 12.   |                      |  |
| 25. | Sonny with a Choice                  | Sonny választása                       | Dan Cohen F.J. Pratt            | Eric Dean Seaton             | 2010. December 19.   |                      |  |
| 26. | New Girl                             | Új csaj                                | Michael Feldman Steve Marmel    | Sean McNamara                | 2011. Január 2.      | 2011. Június 26.     |  |